# Ляскоронський Василь Григорович
Василь Григорович Ляскоронський (*24 грудня 1859 (5 січня 1860), Золотоноша — †1 січня 1928 р., Київ) — український історик, археолог, етнограф, нумізмат і картограф. Професор (1909). Представник історичної школи Володимира Антоновича. Член Київського товариства старожитностей і мистецтв.  Перебував у тісних наукових контактах і особистому спілкуванні з академіком Михайлом Грушевським.

## Біографія

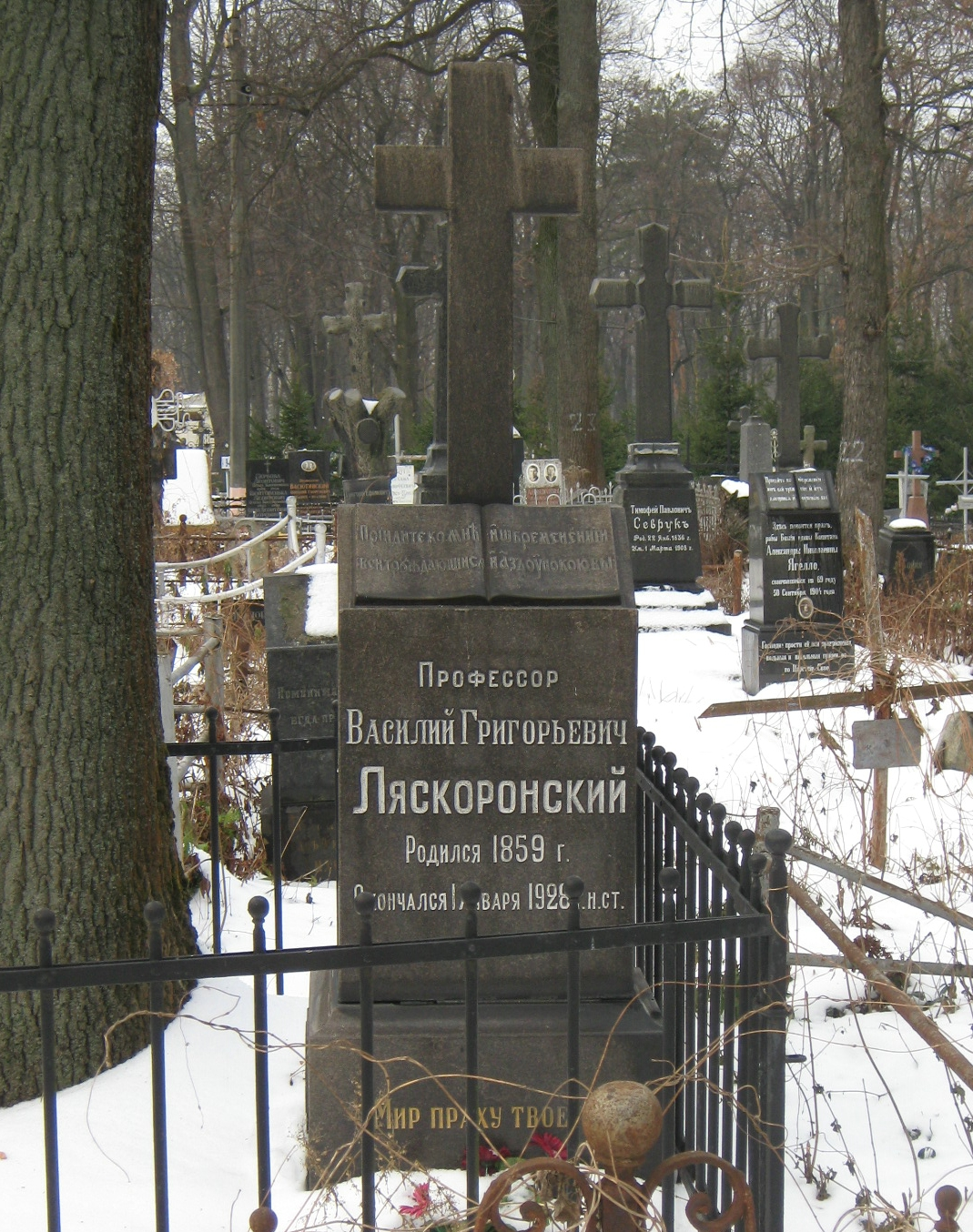
Могила Василя Ляскоронського

Народився 24 грудня 1859 року (5 січня 1860 року за новим стилем) в місті Золотоноші Полтавської губернії (нині Черкаської області) в небагатій дворянській родині вчителя.
По завершенню навчання у Лубенській гімназії у 1880 році вступив на історико-філологічний факультет Київського університету. Під впливом професора В. Антоновича захопився допоміжними історичними дисциплінами: антропологією, етнографією, нумізматикою, археологією, палеографією; працював у нумізматичному та археологічному музеях.
У 1885 році В. Ляскоронський закінчив указаний університет. За наукове дослідження «Політичні збори і політична організація кальвіністів у Франції в XVI ст.» здобув ступінь кандидата і срібну медаль. Певний час проживав на Полтавщині, вивчав топографію й народний побут краю, потім слухав лекції з медицини в Київському університеті, працював домашнім учителем у сім'ї російського священика при посольстві у Відні. Саме в цей час В. Ляскоронський побував у різних країнах Європи — Австрії, Швейцарії, Франції, Нідерландах, Англії, Німеччині, працював у бібліотеках Кенігсберга і Парижа, музеях.
У 1891 році В. Ляскоронський повернувся до Києва, працював учителем історії та географії в Третій київській гімназії, склав магістерські іспити, опублікував кілька наукових розвідок у журналі «Киевская старина». За порадою Антоновича досліджував творчість Г. де Боплана як картографа пізньосередньовічної України, вивчав стародавні атласи та карти України, які були вміщені у праці Г. Боплана «Опис України» (1650 р.). Свої дослідження творчості Г. де Боплана в 1901 році підсумував у монографії «Гійом Левасер де Боплан та його історико-географічні праці щодо Південної Росії: Карти України XVII століття» (рос. Гийом Левассер де Боплан и его историко-географические труды относительно Южной России: Карты Украины XVII века), включивши до неї власний переклад праці Г. де Боплана «Опис України» та репродукції деяких його карт. За оцінкою Я. Дашкевича, це був «найкращий російський переклад „Опису“ з детальним коментарем (102 примітки, деякі з них перетворилися на невеликі історичні екскурси)», але разом з тим монографія містила низку помилок, оскільки В. Ляскоронський «вперто вважав пізніші регіональні переробки „Спеціальної“ карти Боплана оригінальними творами французького картографа». З історичної географії вчений написав і опублікував кілька праць, зокрема в 1901 році «Іноземні карти та атласи XVI і XVII ст., що стосуються Південної Росії» (рос. Иностранные карты и атласы XVI и XVII вв., относящиеся к Южной России). Його наукові дослідження мали велику цінність, оскільки дали змогу визначити кордони України XVI—XVII століть.
У цей час учений захоплювався також археологією — досліджував городища, кургани, майдани в Середньому Придніпров'ї, зокрема на Полтавщині. У своїх розвідках розповідав про розкопки давнього Лукомльського городища, поблизу містечка Таганки, у містечку Снятині, під Києвом.
У 1899 році В. Ляскоронський брав активну участь у підготовці XI археологічного з'їзду в Києві і виголосив доповідь «Знахідки римських монет в області Середнього Придніпров'я» (рос. Находки римских монет в области Среднего Приднепровья), в якій стверджував, що цей край був заселений у давні часи. На підставі знахідок римських монет І—III століть згодом висловив припущення про існування Києва в цей час. Його теорію було пізніше піддано критиці, проте до неї весь час поверталися вчені.
В. Ляскоронський дослідив 3мієвий, Пороський, Посульський, Переяславський та інші вали на території України. Питанню визначення часу їх виникнення він присвятив свої дослідження:
- (рос.)«Городища, курганы и длинные (змиевы) валы в бассейне р. Сулы» (1901 р.);
- (рос.)«Змиевы валы в пределах Южной России, их отношение к курганам-майданам и приблизительная эпоха их возникновения» (1907 р.);
- (рос.)«Городища, курганы, майданы и длинные (змиевы) валы в области днепровского Левобережья» (1911 р.) та інші.

Хоч і не завжди у своїх висновках В. Ляскоронський мав рацію, проте його твердження спонукали дослідників шукати шляхів для встановлення істини.
Тривалий час працював над вивченням Переяславської землі, використовуючи літописні та археологічні матеріали. Результатом стало монографічне дослідження «Історія Переяславської землі з найдавніших часів й до половини XIII ст.» (рос. История Переяславской земли с древнейших времен и до половины XIII ст.«, 1897 р.). Праця спричинила жваву дискусію. 23 травня 1899 року він захистив її як магістерську дисертацію.
Здобувши у 1899 році звання магістра, В. Ляскоронський обіймав посаду приват-доцента кафедри російської історії в Московському університеті.
З 1907 р. працював на кафедрі російської історії Київського університету.
У 1909-1921 рр. — на посаді екстраординарного професора кафедри російської історії Ніжинського історико-філологічного інституту. Продовжував досліджувати епоху Київської Русі, в 1913 році написав працю „Київський Вишгород в удільно-вічовий час“ (рос. Киевский Вышгород в удельно-вечевое время)», в якій на підставі вивчення літописів та інших матеріалів довів, що Вишгород був заснований водночас із Києвом і відіграв провідну роль в його обороні.
1921 року В. Ляскоронський повернувся до Києва, працював професором Київського археологічного інституту. Брав активну участь у роботі Всеукраїнської академії наук.
Від 1924 р. займав посаду штатного постійного співробітника Етнографічно-фольклорної комісії при ВУАН, завідував нумізматичним відділом Лаврського музею.
У 1925—1927 роках був членом Всеукраїнського археологічного комітету. Водночас з 1926 року був членом-співробітником археологічної секції мистецького відділу Інституту української наукової мови. Досліджував різнопланові проблеми вітчизняної та зарубіжної історії. Розробляв питання історичної географії, нумізматики, історичної топографії та допоміжних історичних дисциплін.
Помер від запалення легенів 1 січня 1928 року в Києві. Похований на Лук'янівському цвинтарі.

## Нагороди
Нагороджений чотирма орденами і однією пам'ятною срібною медаллю, за вислугу років мав чин статського радника.

## Праці
В Інституті рукопису НБУВ зберігається 568 одиниць архіву Ляскоронського В. Г.. Відомі публікації:
- (рос.) Автобиографические заметки о начале увлечения историей // Ін-т рукописів ЦНБ ім. В. Вернадського. — Ф. 90 (архів В. Г. Ляскоронського), on. 1, спр. 73, арк. 1—2.
- (рос.) Владимир Мономах и его заботы о благе русской земли: ист. очерк. — К.: Тип. К. Н. Милевского, 1892. — 61 с.
- (рос.) Гилъом Левассер-де-Боплан и его историко-географические труды относительно Южной России: карты Украины XVII века. — К.: Тип. И. И. Чоколова, 1901. — 91 с.
- (рос.) Главнейшие черты общественно-политической и церковно-религиозной деятельности князя Владимира Святого в отношении Русской земли. — Нежин: типо-лит. «Печатник», 1916. — 23 с.
- (рос.) Городища, курганы, майданы и длинные (змиевые) валы в области днепровского Левобережья. — М.: Тип. О-ва распр. полезн. кн., преемник В. И. Воронов, 1911. — 82 с.
- Городища, кургани і довгі (змієві) вали за течією pp. Псла та Ворскли — 2-ге вид., репринт, і доп. — Полтава: Археологія, 1995. — 56 с.
- (рос.) Городища, курганы и змиевые валы, находящиеся в бассейне р. Сулы. — М.: Тип. О-ва распр. полезн. кн., преемник В. И, Воронов, 1901. — 54 с.
- (рос.) Иностранные карты и атласы XVI и XVII вв., относящиеся к Южной России: исследование Василия Ляскоронского. — К.; Тип. И. И. Чоколова. — 1898. — 22 с.
- (рос.) История Переяславской земли с древнейших времен до половины XIII ст. — К.; Тип. И. И. Чоколова, 1897. — 486 с.
- (рос.) К вопросу о древнейшем плане г. Киева, изданном в 1638 г. Афанасием Кальнофойским // Сборник в честь графини П. С. Уваровой. — М., 1916. —С. 202—214.
- (рос.) К вопросу о местоположении, в пределах Южной России района, в котором проповедовал епископ Брунон в начале XI века // Журн. М-ва нарт, проев. — Петроград, 1916. — С. 272—295.
- (рос.) К вопросу о Переяславльских торках. — СПб.: Сенатск. тип., 1905. — 27 с.
- (рос.) Киевский Вышгород в удельно-вечевое время. — СПб.: Сенатск. тип., 1913. —363 с.
- (рос.) О месте расположения летописного города Родни. — СПб.: Сенатск. тип., 1904. —44 с.
- (рос.) Очерк внутреннего быта Переяславльской земли с древнейших времен до половины XIII века. — К.: Типо-лит, т-ва Н. А. Гирич, 1906. — 91 с.
- (рос.) Причины возвышения Романовых в русской земли и основные черты их политики. — Нежин: Типо-лит. наел. В. К. Меленевского, 1915. — 21с.
- (рос.) Прошлое м. Триполья и окрестные о нем предания. — К.: Тип. Ун-та св. Владимира, 1900. —24 с.
- (рос.) Римская монета в пределах Южной России как исторический источник для древнейшего периода русской истории // Известия Историко-филологического института князя Безбородко в Нежине. — Нежин, 1920. — Т. XXXIII. — С. 1—16.
- Розкопки в подвір'ї Софійського собору в Київі. Осінь 1925 р. // Коротке звідомлення ВУАК за археологічні досліди року 1925. — К., 1926. —С. 87—92.
- (рос.) Русские походы в степи в удельно-вечевое время и поход князя Витовта на татар 1399 года. — СПб.: Сенатск. тип., 1907. — 122 с.
- (рос.) Северские князья и половцы перед нашествием на Русь монголов // Сборник статей, посвященных Д. А. Корсакову. — Казань: Лито-тип. И. Н. Харитонова, 1913. — 16 с.
- Спогади про професора В. Б. Антоновича // 3 іменем святого Володимира: у 2 кн.— К., 1994. — Кн. 1. — С. 299—304.
- (рос.) Судьба одной археологической находки [клад эмалированных предметов, найденных в окрестностях Десятинной церкви]. — СПб.: Сенат, тип., 1913. — 11 с.
- Ляскоронський В. Римські монети, які знайдено на території м. Київа / В. Ляскоронський. —Київ : б. в., 1927. — 16 с. [Архівовано 14 серпня 2020 у Wayback Machine.]
- Ляскоронский В. Г. История Переяславльской земли с древнейших времен до половины XIII столетия : монография / В. Ляскоронский. – Киев : Тип. И. И. Чоколова, 1897. – VII, 486, XIII с. [Архівовано 23 вересня 2020 у Wayback Machine.]